# Сидорово (Пеньское сельское поселение)
Сидорово — деревня в Кувшиновском районе Тверской области. Входит в состав Тысяцкого сельского поселения.

## География
Находится в центральной части Тверской области на расстоянии приблизительно 10 км (по прямой) на северо-восток от города Кувшинова, административного центра района.

## История
Была отмечена на карте Менде (состояние местности на 1848 год). В 1859 году здесь (сельцо Новоторжского уезда) было учтено 18 дворов. До 2015 года входила в состав Пеньского сельского поселения. Ныне имеет дачный характер.

## Население
Численность населения составляла 188 человек (1859 год), 4 (русские 100 %) в 2002 году, 0 в 2010.